# Moroni (profeta)

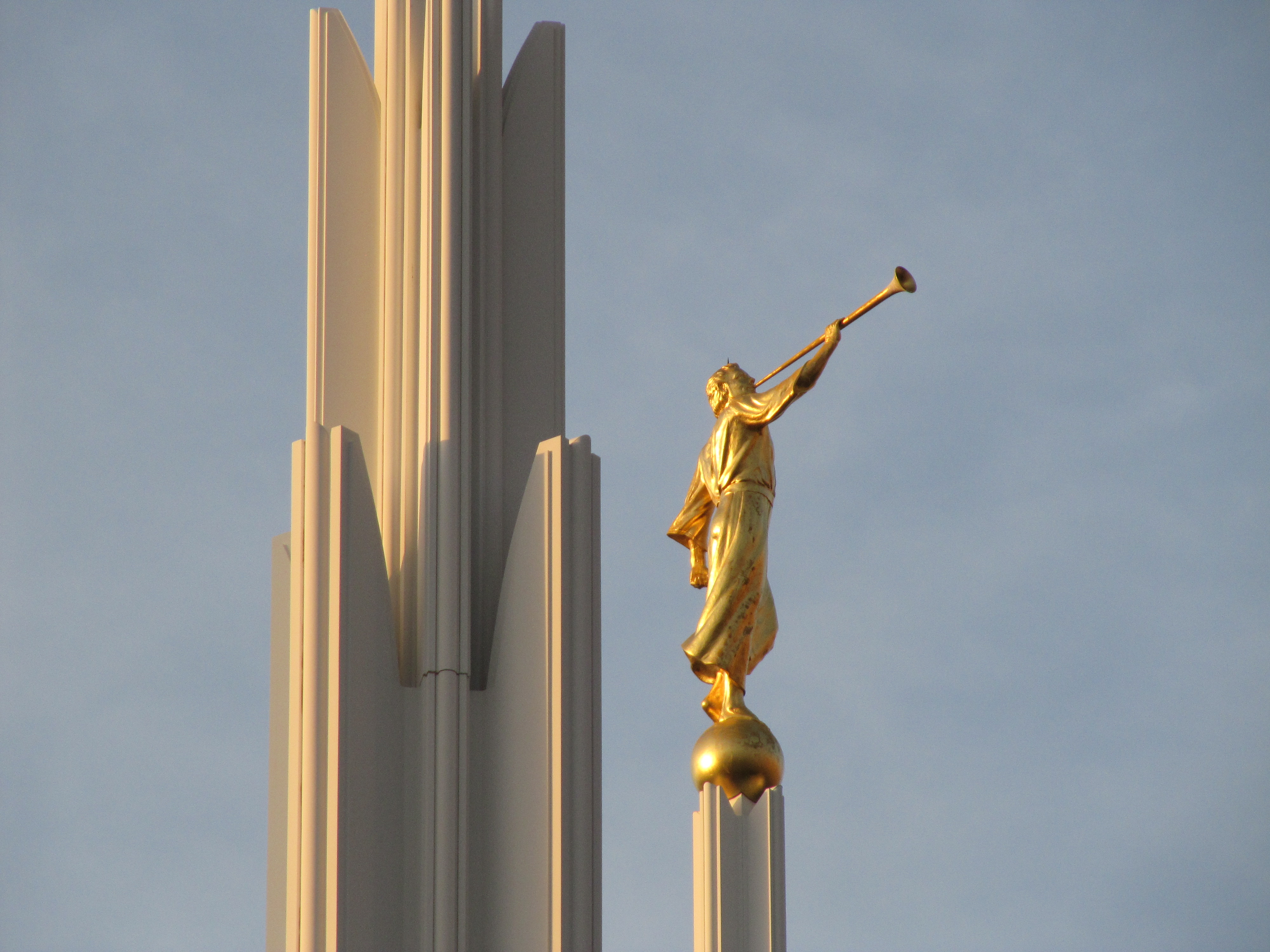
Statua di Moroni in cima al Las Vegas Nevada Temple della Chiesa di Gesù Cristo dei santi degli ultimi giorni

Moroni, per la Chiesa di Gesù Cristo dei santi degli ultimi giorni, è il figlio di Mormon e l'ultimo profeta nefita del Libro di Mormon.
Il padre, prima di morire, gli lasciò le tavole di Mormon, così da poterle continuare. Nel Libro di Mormon aggiunse il capitolo 8 e 9, il Libro di Ether e il suo libro, chiamato Libro di Moroni. Quindi nascose le tavole nella Collina di Cumora.
Nel 1823, risorto, rivelò il Libro di Mormon a Joseph Smith dopo di che negli anni successivi gli insegnò fino a quando, nel 1827, gli diede le tavole. Quando Smith finì la traduzione, Moroni tornò a riprenderle. In segno di omaggio al suo ruolo nella restaurazione in ogni Tempio della Chiesa di Gesù Cristo dei Santi degli Ultimi giorni sulla guglia più alta è posta una sua statua; il Profeta è raffigurato mentre suona una tromba ed è rivolto ad Oriente, dove sorge il sole e da dove giungerà il Salvatore.